# Necròpoli de Monterozzi
La necròpoli de Monterozzi (en italià, necropoli dei Monterozzi) és una necròpoli etrusca, situada a prop de la ciutat de Tarquínia a Itàlia. Ha estat inscrita en la llista de Patrimoni de la Humanitat per la Unesco al 2004 juntament amb la necròpoli de la Banditaccia.

## Descripció
El jaciment conté 6.000 tombes cavades a la roca, de les quals es coneixen 200 de pintades (és a dir, el 3%, de les quals 50 se'n poden visitar). Les més antigues es remunten al segle vii aC. En la seua majoria, són tombes d'una cambra (volta amb dos ponts i la vora simulada en terracota a dues aigües, amb una sola habitació per a una parella).
La qualitat dels frescs ofereix informació sobre els ritus etruscs, però també sobre la pintura grega, quasi desapareguda al món. La major part d'aquestes tombes han estat descobertes i excavades al segle xviii després d'haver estat saquejades i molt degradades pels tombaroli.
Les darreres excavacions del s. XIX es remunten a 1894 i es reprengueren al 1958 amb la invenció del periscopi Nistri, executat per la Fundació Carlo Maurilio Lerici, enginyer milanés, que permeté revisar la presència de frescs abans d'emprendre els treballs.
Si bé és possible admirar els frescs in situ a les tombes, els objectes que contenien es conserven localment, en part al Museu Arqueològic Nacional de Tarquínia, així com alguns frescs significatius en foren retirats i transferits a reconstruccions de tombes (tomba del navili, tomba de Triclini, tomba del Carro, tomba dels Lleopards, tomba de les Olimpíades...).

## Tombes més importants

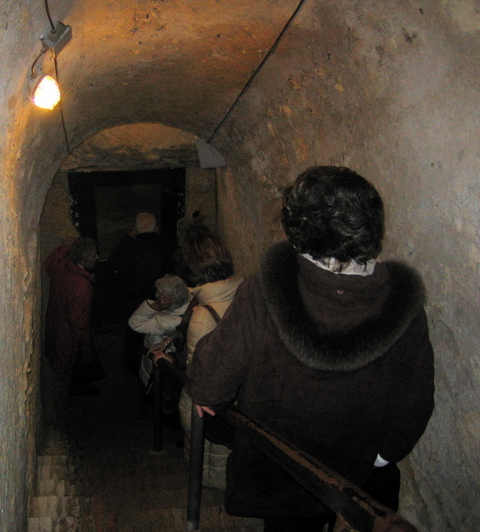
Escala d'entrada a una tomba

- Tomba del guerrer
- Tomba de la caça i de la pesca
- Tomba de les lleones
- Tomba dels auguris
- Tomba dels malabaristes
- Tomba dels lleopards
- Tomba de les garlandes
- Tomba del baró
- Tomba de l'orca
- Tomba dels escuts
- Tomba de Triclini
- Tomba del jaç fúnebre
- Tomba de la nau
- Tomba de la flagelació
- Tomba de les olimpíades
- Tomba dels bous
- Tomba de la donzella
- Tomba dels caronts
- Tomba Cardarelli
- Tomba dels bacants
- Tomba del tifó

## Galeria

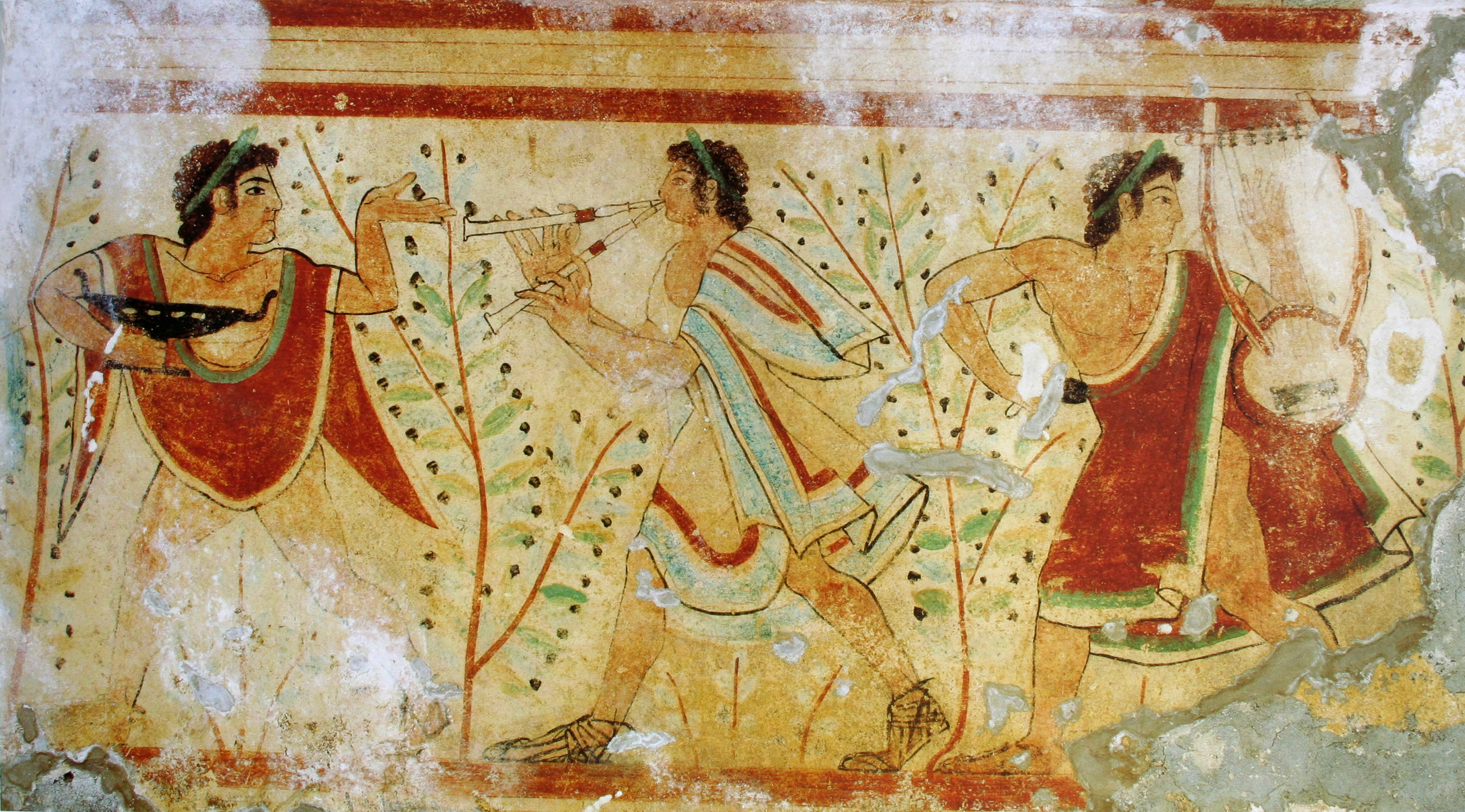
Els jugadors, un fresc de la tomba dels Lleopards
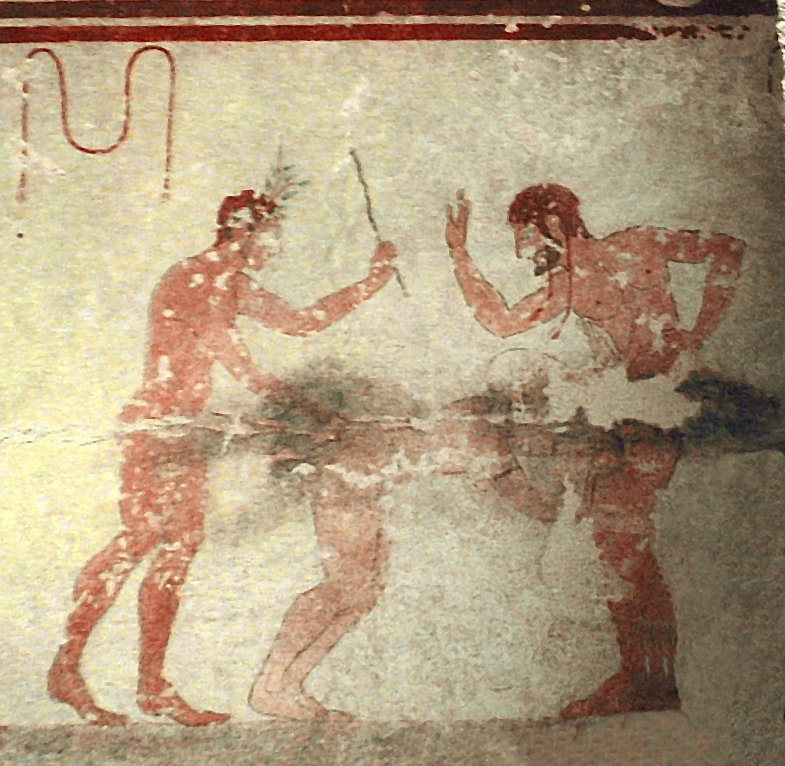
Tomba de la flagelació
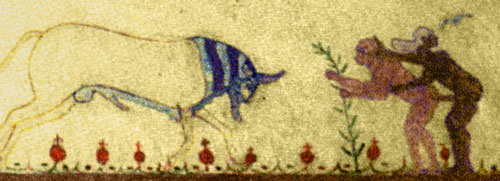
Tomba dels bous
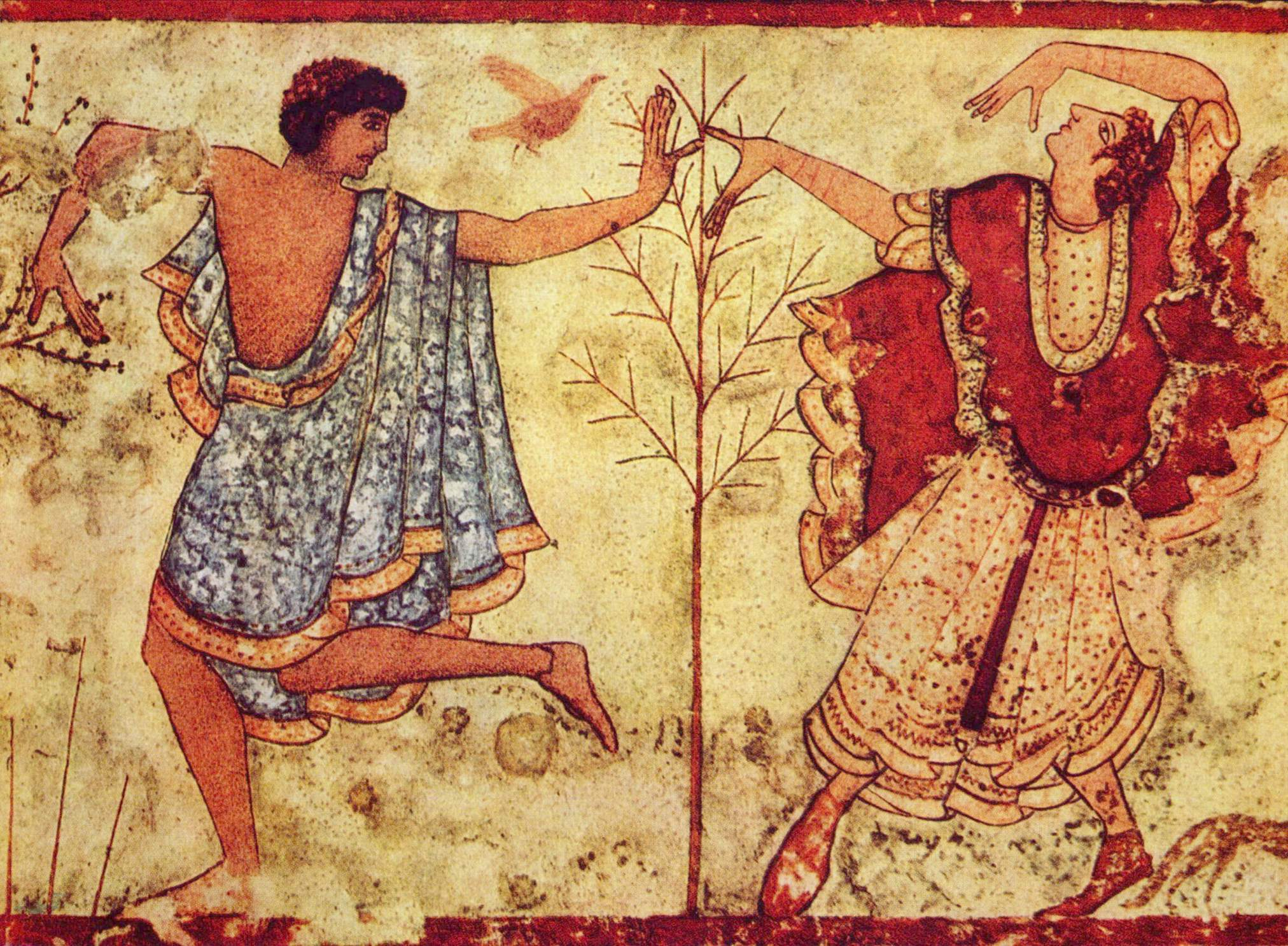
Tomba del Triclini
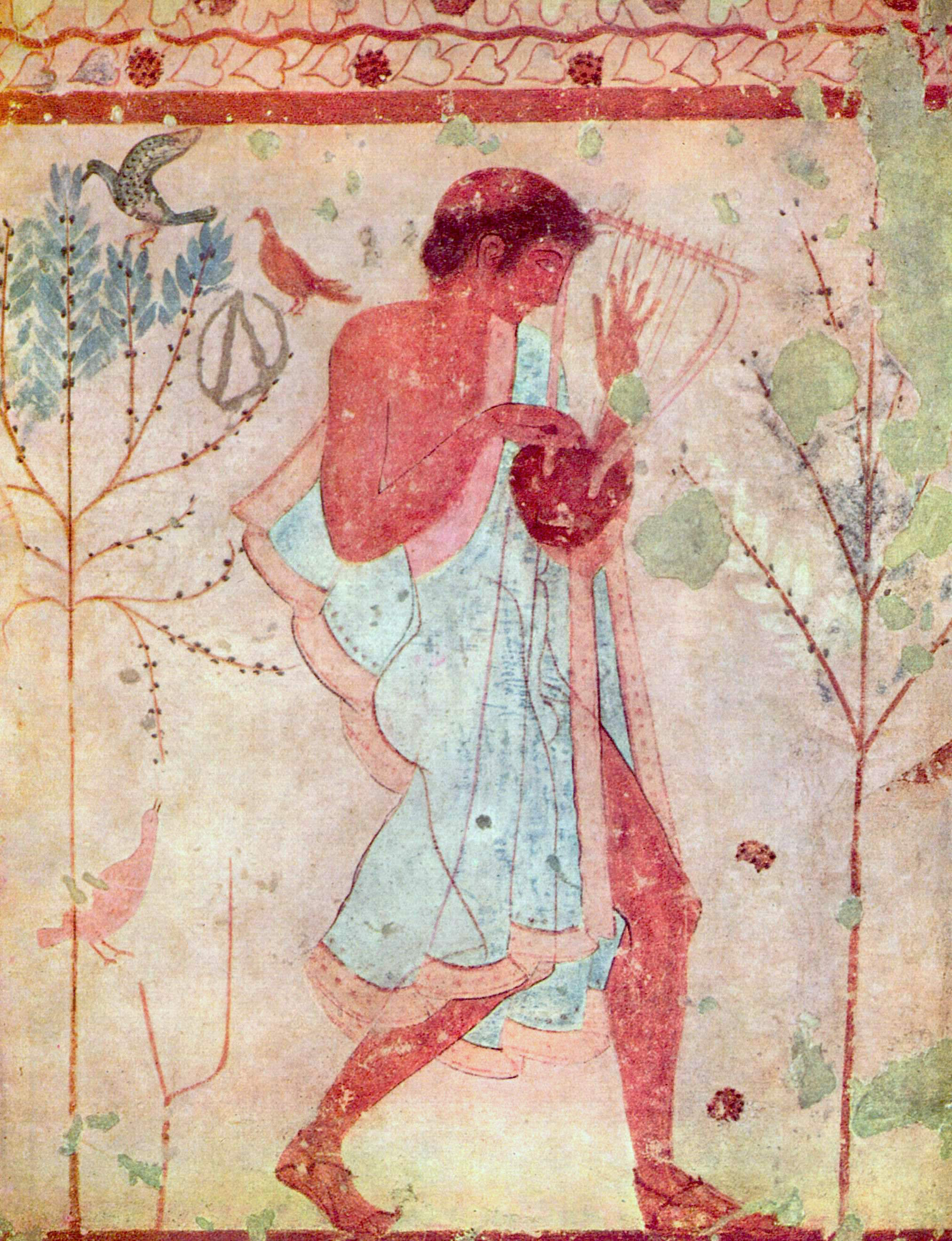
Jugador, un fresc de la tomba de Triclini
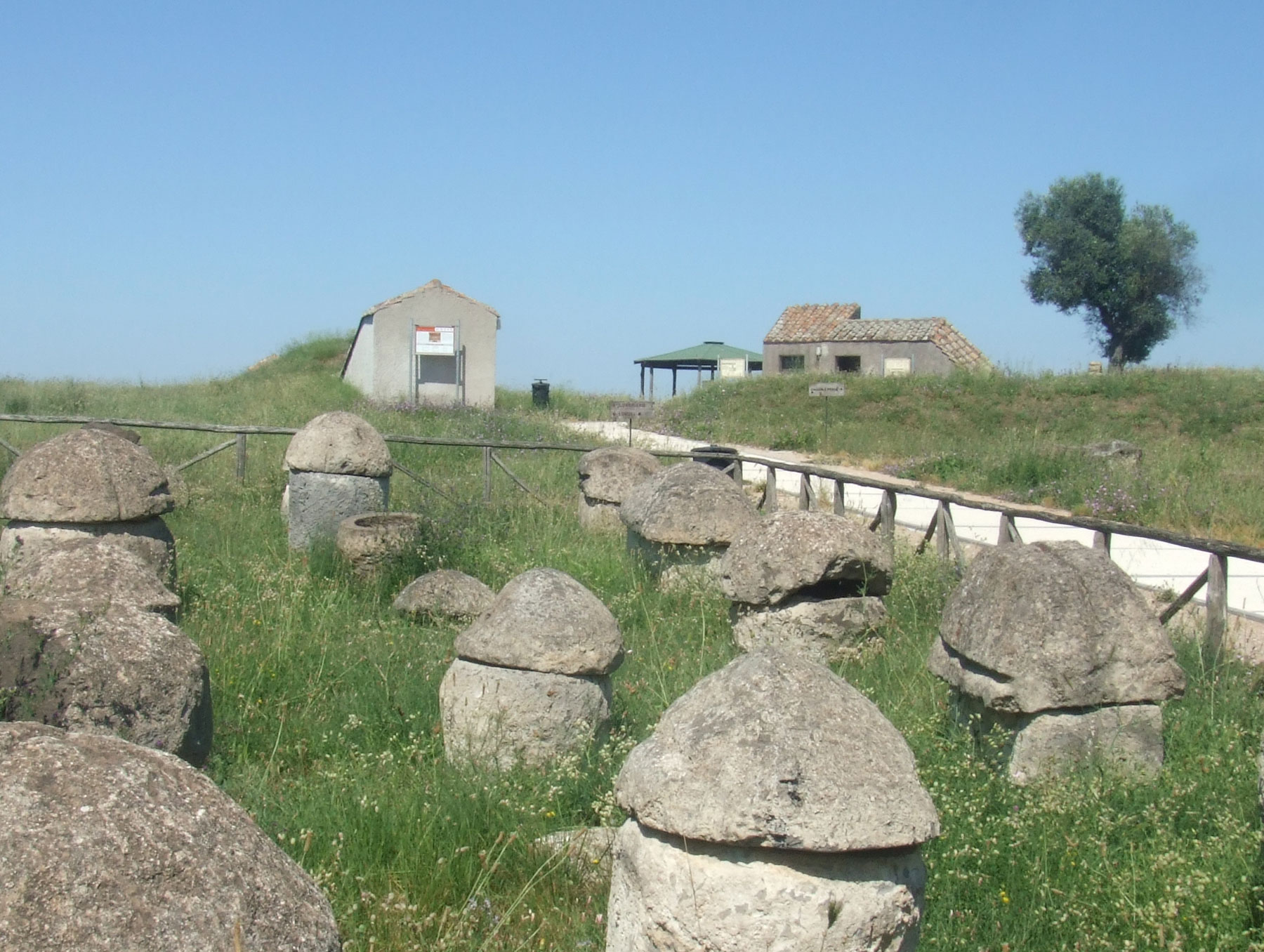
Camps d'urnes i cabanes d'accés a barraques de la necròpoli
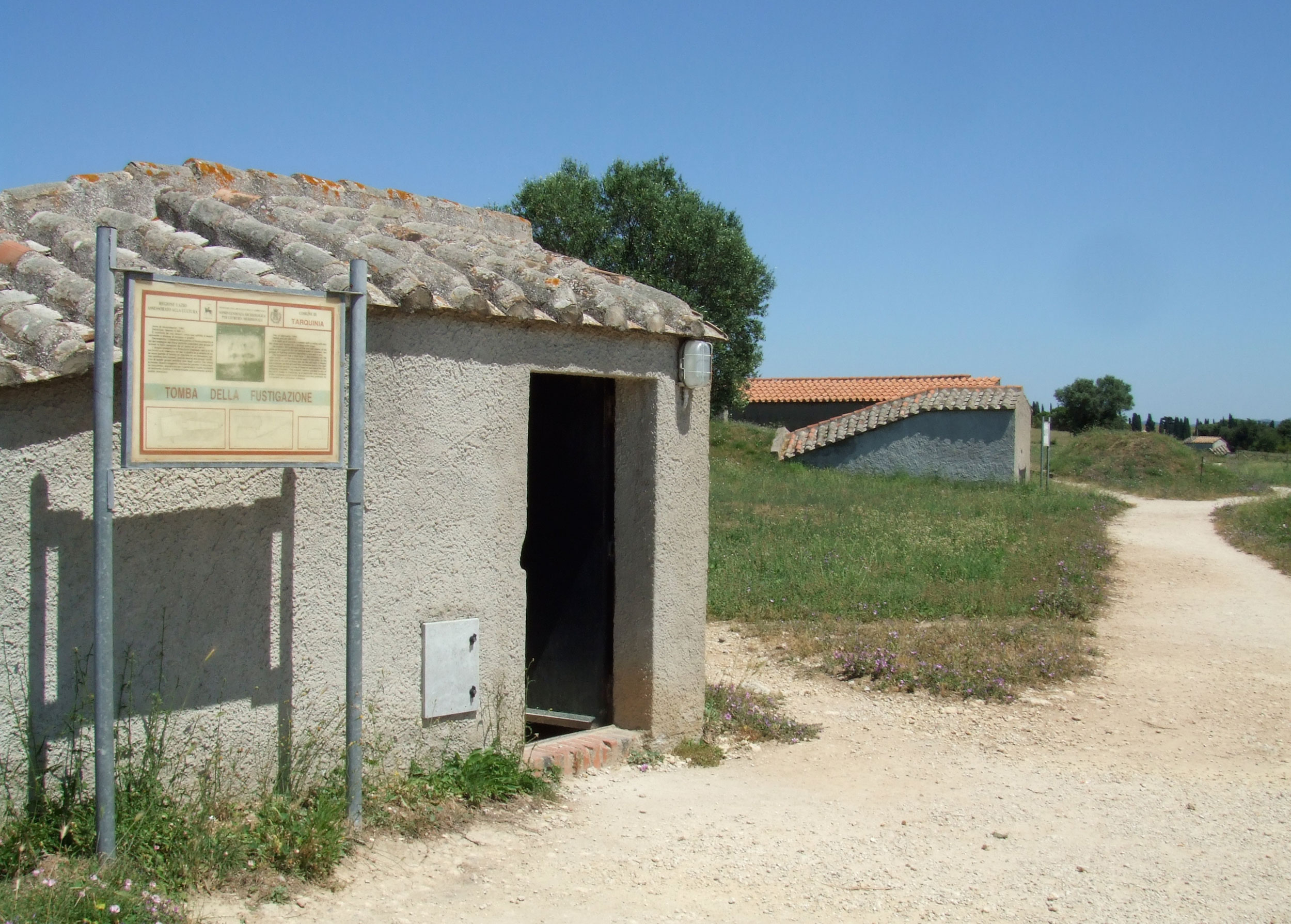
Entrada a la tomba de la Flagelació